# Colletes californicus
Colletes californicus är en biart som beskrevs av Léon Abel Provancher 1895. Colletes californicus ingår i släktet sidenbin, och familjen korttungebin. Inga underarter finns listade i Catalogue of Life.